# Kabinett Hohenlohe-Schillingsfürst (Preußen)
Das Kabinett Hohenlohe-Schillingsfürst bildete vom 29. Oktober 1894 bis 17. Oktober 1900 das von König Wilhelm II. berufene Preußische Staatsministerium. 
| Amt                                                    | Name |
| ------------------------------------------------------ | --- |
| Ministerpräsident                                      | Chlodwig zu Hohenlohe-Schillingsfürst (gleichzeitig Reichskanzler) |
| Vizepräsident                                          | Karl Heinrich von Boetticher, 29. Oktober 1894 – 1. Juli 1897 (DRP) (gleichzeitig Vizekanzler) Johannes von Miquel, ab 1. Juli 1897 (NLP)                                         |
| Äußeres                                                | Chlodwig zu Hohenlohe-Schillingsfürst |
| Finanzen                                               | Johannes von Miquel (NLP) |
| Geistliche, Unterrichts- und Medizinal-Angelegenheiten | Robert Bosse, 29. Oktober 1894 – 2. September 1899 Conrad von Studt, ab 2. September 1899                                                                                         |
| Handel und Gewerbe                                     | Hans Hermann von Berlepsch, 29. Oktober 1894 – 26. Juni 1896 Ludwig Brefeld, ab 26. Juni 1896                                                                                     |
| öffentliche Arbeiten                                   | Karl Thielen |
| Justiz                                                 | Hermann von Schelling, 29. Oktober 1894 – 13. November 1894 Karl Schönstedt, ab 13. November 1894                                                                                 |
| Inneres                                                | Ernst von Köller, 29. Oktober 1894 – 8. Dezember 1895 (DKP) Eberhard von der Recke von der Horst, 8. Dezember 1895 – 2. September 1899 Georg von Rheinbaben, ab 2. September 1899 |
| Landwirtschaft, Domänen und Forsten                    | Wilhelm von Heyden-Cadow, 29. Oktober – 9. November 1894 (DKP) Ernst von Hammerstein-Loxten, ab 9. November 1894                                                                  |
| Krieg                                                  | Walther Bronsart von Schellendorff, 29. Oktober 1894 – 14. August 1896 Heinrich von Goßler, ab 14. August 1896                                                                    |

Ab 1869 wurden Bundes- bzw. Reichsbeamte zu Ministern ohne Ressort ernannt, damit sie an Sitzungen des Staatsministeriums teilnehmen durften, an denen Bundes- bzw. Reichsangelegenheiten auf der Tagesordnung standen. Sie sind als reine Titularminister zu verstehen und ihre Ernennung als Lösung für die Probleme, die sich aus der nun notwendigen Verklammerung der Politik von Preußen und Reich ergaben. Die hier angegebenen Amtszeiten beziehen sich nur auf die Zeit als preußische Minister, die von der Amtszeit im Reich abweichen kann. 
| Amt                  | Name |
| -------------------- | --- |
| Reichsamt des Innern | Karl Heinrich von Boetticher, 29. Oktober 1894 – 1. Juli 1897 Arthur von Posadowsky-Wehner, ab 1. Juli 1897 (DRP) |
| Auswärtiges Amt      | Adolf Marschall von Bieberstein, 30. Oktober 1894 – 19. Oktober 1897 Bernhard von Bülow, ab 20. November 1897     |
| Reichsmarineamt      | Alfred von Tirpitz, ab 28. März 1898                                                                              |
| Reichspostamt        | Heinrich von Stephan, 27. Januar 1895 – 8. April 1897 1                                                           |

Fußnoten